# Повзик каштановий
Повзик каштановий (Sitta castanea) — вид горобцеподібних птахів родини повзикових (Sittidae). До 2005 року вважався підвидом повзика іржастого (Sitta cinnamoventris).

## Поширення
Вид поширений в Південній Азії. Трапляється, в основному, в Індії, а також, зрідка, на півдні Непалу та заході Бангладеш. Його природними середовищами існування є субтропічні або тропічні сухі ліси, субтропічні або тропічні вологі низинні ліси та субтропічні або тропічні вологі гірські ліси.

## Підвиди
- S. c. castanea (Lesson, 1830), північ і центр Індії;
- S. c. prateri (Whistler y Kinnear, 1932), східна частина ареалу.